# 久保田修 (映画プロデューサー)
久保田 修（くぼた おさむ）は、日本の映画プロデューサー。C&Iエンタテインメント代表取締役。社長としての名義は内藤修。長野県出身。学習院大学卒業。

## 経歴
CM制作会社、CBS/ソニー、ロックウェルアイズ、フリー、C&Iエンタテインメント（旧・IMJエンタテインメント）代表取締役社長。

## 人物
- 岩井俊二監督作『スワロウテイル』で映画プロデューサーをスタート。
- 犬童一心監督とは、『金髪の草原』以降、継続的に作業をしており『メゾン・ド・ヒミコ』『グーグーだって猫である』など作品多数。
- 脚本家渡辺あやの作品も多く、犬童監督作以外でも『ノーボーイズ,ノークライ』を製作。
- メジャー公開作品としては『黄泉がえり』『NANA』『砂時計』など。

## 主なプロデュース作品
特記のないものはプロデューサー。
- スワロウテイル（1996年）アソシエイトプロデューサー
- 金髪の草原（1999年）
- ヤンヤン 夏の想い出（1999年）アソシエイトプロデューサー
- とらばいゆ（2001年）
- DRIVE ドライブ（2002年）
- 黄泉がえり（2003年）アソシエイトプロデューサー
- 幸福の鐘（2003年）
- ジョゼと虎と魚たち（2003年）
- 伝説のワニ ジェイク（2004年）
- 約三十の嘘（2004年）
- この胸いっぱいの愛を（2005年）共同プロデューサー
- NANA（2005年）
- メゾン・ド・ヒミコ（2005年）
- NANA2（2006年）
- ラフ ROUGH（2006年）
- 眉山（2007年）協力プロデューサー
- イキガミ（2008年）
- グーグーだって猫である（2008年）
- ダイブ!!（2008年）協力プロデューサー
- 奈緒子（2008年）プロデューサー、製作代表
- 砂時計（2008年）
- ゼロの焦点（2009年）製作統括
- ノーボーイズ,ノークライ（2009年）
- ブカツ道（2010年）<TV>スーパーバイジングプロデューサー
- ダーリンは外国人（2010年）
- ボックス!（2010年）
- 武士道シックスティーン（2010年）スーパーバイジングプロデューサー
- ソラニン（2010年）
- パラダイス・キス（2011年） 製作
- ガール（2012年）
- るろうに剣心（2012年）
- のぼうの城（2012年）
- すーちゃん まいちゃん さわ子さん（2013年）スーパーバイジングプロデューサー
- 燦燦 -さんさん-（2013年）スーパーバイジングプロデューサー
- 予告犯（2015年）
- ピース オブ ケイク（2015年）
- ReLIFE リライフ（2017年）スーパーバイジングプロデューサー
- 彼女がその名を知らない鳥たち（2017年）
- 坂道のアポロン（2017年）
- 去年の冬、きみと別れ（2018年）
- 寝ても覚めても（2018年）製作・スーパーバイジングプロデューサー
- 最高の人生の見つけ方（2019年）
- 羊とオオカミの恋と殺人（2019年）製作・スーパーバイジングプロデューサー
- のぼる小寺さん（2020年）スーパーバイジングプロデューサー
- スパイの妻＜劇場版＞（2020年）エグゼクティブプロデューサー
- スイートモラトリアム（2023年）スーパーバイジング・プロデューサー
- 傲慢と善良（2024年）スーパーパイジングプロデューサー